# Grave Creek Mound
Grave Creek Mound – monumentalny kopiec grobowy, znajdujący się w amerykańskim stanie Wirginia Zachodnia, niedaleko granicy stanu Ohio, w dolinie rzeki Ohio. Największy tego typu obiekt w Stanach Zjednoczonych. Stożkowaty obiekt ma 20 metrów wysokości i 88,5 metra średnicy u podstawy, został wzniesiony przez ludność kultury Adena.
Pierwsza wzmianka na temat kurhanu pochodzi z 1775 roku. W maju 1838 roku za zgodą Jessego Tomlinsona, ówczesnego właściciela działki, rozpoczęły się amatorskie prace wykopaliskowe. W kopcu wykopano dwa tunele, odkrywając dwie położone jedna nad drugą komnaty z pochówkami szkieletowymi. Obok zwłok odkryto wyposażenie grobowe w postaci kości zwierzęcych, muszli, 5 miedzianych bransoletek oraz pokryty dziwnymi napisami kamień, uznany później za fałszerstwo. W 1839 roku obok kopca otwarte zostało muzeum.
W późniejszym okresie kurhan przestał budzić szersze zainteresowanie, muzeum z powodu braku środków i malejącej liczby zwiedzających zostało zamknięte w 1846 roku. Odnalezione w trakcie wykopalisk artefakty zostały rozproszone po prywatnych kolekcjach i ostatecznie zaginęły. Po zawaleniu się jednego z tuneli kurhan został w 1858 roku sprzedany nowemu właścicielowi, który wybudował na jego szczycie saloon. Po kolejnej zmianie właściciela w 1874 roku zabytek zaczął stopniowo niszczeć i ostatecznie zaplanowano jego niwelację. W 1908 roku kobiece stowarzyszenie Daughters of the American Revolution urządziło zbiórkę publiczną celem ratowania kopca. Dzięki uzyskanym funduszom w 1909 roku został on zakupiony przez stan Wirginia Zachodnia. W 1966 roku kurhan uznany został za National Historic Landmark.
W latach 1975–1976 E. Thomas Hennings pod nadzorem West Virginia Geological and Economic Survey przeprowadził pierwsze profesjonalne badania archeologiczne kurhanu. Datowanie radiowęglowe drewnianych belek z wnętrza kurhanu pozwoliło określić czas jego powstania na około 200 rok p.n.e.